# Le Roi Scorpion 3 : L'Œil des dieux
Série Le Roi Scorpion
Le Roi Scorpion 2 : Guerrier de légende
(2008) Le Roi Scorpion 4 : La Quête du pouvoir
(2015)
Pour plus de détails, voir Fiche technique et Distribution.
Le Roi Scorpion 3 : L'Œil des dieux ou Le Roi Scorpion 3: La délivrance au Québec (The Scorpion King 3: Battle for Redemption) est un film américain réalisé par Roel Reiné, sorti en DVD en janvier 2012.

## Synopsis
Depuis son accession au pouvoir dans Le Roi Scorpion, Mathayus a vu son royaume renversé et sa reine emportée par la maladie.
Il est aujourd'hui un assassin réputé, engagé pour une nouvelle mission : défendre un empire contre les attaques d'un tyran maléfique et de ses guerriers fantômes, pour libérer la princesse Silda et s'emparer d'un mystérieux collier.

## Fiche technique
Sauf indication contraire, les informations mentionnées dans cette section peuvent être confirmées par la base de données cinématographiques IMDb,  présente dans la section « Liens externes ».
- Titre original : The Scorpion King 3: Battle for Redemption
- Titre français : Le Roi Scorpion 3 : L'Oeil des dieux ou Le roi Scorpion 3 : Combat pour la rédemption
- Titre québécois : Le Roi Scorpion 3: La délivrance
- Réalisation : Roel Reiné
- Scénario : Brendan Cowles et Shane Kuhn, d'après une histoire de Randall McCormick
- Musique : Trevor Morris
- Direction artistique : Phairot Siriwath
- Décors : Suchartanun 'Kai' Kuladee et Patrix Meesaiyaat
- Costumes : Jeaw Nyee Tan
- Photographie : Roel Reiné
- Son : Jonathan Wales
- Montage : Matt Friedman et Radu Ion
- Production : Leslie Belzberg et Patti Jackson

Production exécutive (Thaïlande) : Pakinee Chaisana
Production associée : Erik Heiberg
Production déléguée : Stephen Sommers, Sean Daniel, James Jacks et Kevin Misher
Direction de production : Lisa Gooding
- Sociétés de production[1] : The Sommers Company, Alphaville Films et Misher Films, avec la participation de Universal 1440 Entertainment

Support de Production (Thaïlande) : A Grand Elephant
- Sociétés de distribution[1] : 
  - États-Unis (DVD / Blu-Ray) : Universal Pictures Home Entertainment (UPHE)
  - France (DVD / Blu-Ray) : Universal StudioCanal Vidéo[3]
- Budget : 5 millions de $ (estimation)[4]
- Pays d'origine :  États-Unis
- Langue originale : anglais
- Format[5] : couleur - 1,78:1 (Widescreen) - son Dolby Digital
- Genre : Action, aventure et fantasy
- Durée : 105 minutes
- Dates de sortie[6] :
  - États-Unis : 17 janvier 2012
  - France : 28 février 2012
  - Belgique : avril 2012
- Classification[7] :
  -  États-Unis : Accord parental recommandé, film déconseillé aux moins de 13 ans (PG-13 - Parents Strongly Cautioned)[Note 1].
  -  France : Tous publics[8].

## Distribution
- Victor Webster (VF : Anatole de Bodinat ; VQ : Frédéric Paquet) : Mathayus
- Bostin Christopher (VF : Paul Borne ; VQ : Stéphane Rivard) : Olaf
- Temuera Morrison (VF : Marc Saez ; VQ : Manuel Tadros) : le roi Ramusan
- Krystal Vee (VF : Kelly Marot ; VQ : Ariane-Li Simard-Côté) : la princesse Silda
- Selina Lo (en) (VQ : Manon Leblanc) : Tsukai, la guerrière
- Kimbo Slice (VF : Sylvain Lemarié ; VQ : Manuel Tadros) : Zulu Kondo, l'esprit du lion
- David Batista (VF : Antoine Tomé) : Agromael, le destructeur
- Billy Zane (VF : Boris Rehlinger ; VQ : Daniel Picard) : le roi Talus
- Ron Perlman (VF : Marc Alfos ; VQ : Yves Corbeil) : le roi Horus
- J. D. Hall (VF : Sylvain Lemarié) : le narrateur
- Kelly Hu : Cassandre (image extraite du premier film, non créditée)

 Source et légende : version française (VF) sur RS Doublage et selon le carton du doublage français sur le DVD zone 2. ; version québécoise (VQ) sur Doublage.qc.ca

## Accueil critique
En 2021, neuf ans après la sortie du film, le site Rotten Tomatoes recense 4 critiques de presse pour cet opus du Roi Scorpion dont deux favorables et deux défavorables. Dans une critique parue dans IGN DVD à la sortie du film, R.L. Shaffer évoque « une perte de temps et un gâchis de talent complet » et un « film d'exploitation de franchise bon marché et mal fait, avec peu d'action, peu d'histoire et rien d'intéressant à proposer ». En France, le film devient le premier de la franchise à donner lieu à une fiche sur Nanarland, site consacré aux nanars. Hermanniwy y indique : « On est pile au point nanar optimal où il reste encore de l'ambition (on pourrait dire de l'espoir) mais ni thunes, ni talent, ni base pour un scénario cohérent ».

## Suite
- Le Roi Scorpion 4 : La Quête du pouvoir en 2015.